# Bratskij rajon (Oblast' di Irkutsk)
Il Bratskij rajon (in russo Братский район?) è un rajon dell'Oblast' di Irkutsk, nella Russia asiatica; il capoluogo è Bratsk. Istituito il 28 giugno 1926, ricopre una superficie di 33.600 chilometri quadrati e consta di una popolazione di circa 61.000 abitanti.